# Lekkoatletyka na Letnich Igrzyskach Olimpijskich 2000 – rzut oszczepem mężczyzn
Rzut oszczepem mężczyzn – jedna z konkurencji lekkoatletycznych rozegranych podczas Igrzysk XXVII Olimpiady w Sydney.
Runda eliminacyjna została przeprowadzona w piątek 22 września 2000, a finał odbył się dzień później – 23 września. Zawody rozegrano na głównym obiekcie igrzysk – ANZ Stadium.
Złoty medal – trzeci raz z rzędu – wywalczył reprezentant Czech Jan Železný. W trzeciej próbie, podczas finałowego konkursu, ustanowił także nowy rekord olimpijski rzucając na odległość 90,17. Rezultat ten przetrwał do Igrzysk w Pekinie.

## Rekordy
Tabela przedstawia najlepsze wyniki, które uzyskali zawodnicy na świecie, w Europie, w Polsce oraz podczas igrzysk.
| Rekord świata     | Jan Železný (CZE)    | 98,48 m | Jena, Niemcy          | 25.05.1996 |
| Rekord olimpijski | Jan Železný (CZE)    | 89,66 m | Barcelona, Hiszpania  | 8.08.1992  |
| Rekord Europy     | Jan Železný (CZE)    | 98,48 m | Jena, Niemcy          | 25.05.1996 |
| Rekord Polski     | Dariusz Trafas (POL) | 87,17 m | Runway Bay, Australia | 17.09.2000 |

## Przebieg zawodów

### Runda kwalifikacyjna
Do olimpijskiego konkursu zgłoszono 36 zawodników z 27 krajów. Jedynym Polakiem w tej stawce był Dariusz Trafas. Aby zakwalifikować się do finału należało rzucić 83 metry. W przypadku gdyby rezultat ten osiągnęła mniejsza liczba oszczepników lub gdyby żaden ze startujących nie uzyskał minimum, kryterium awansu były najlepsze wyniki uzyskane przez startujących. Sportowców podzielono na dwie grupy kwalifikacyjne: A i B. Awans uzyskało po 6 najlepszych z każdej grupy. W eliminacjach każdy zawodnik miał do wykonania maksymalnie 3 próby.
| DNS – nie wystartował |

#### Grupa A
| Lp. | GRUPA A                | Odległość |
| --- | ---------------------- | --------- |
| 1.  | Konstandinos Gatsiudis | 88,41 m   |
| 2.  | Pål Arne Fagernes      | 86,74 m   |
| 3.  | Siergiej Makarow       | 85,60 m   |
| 4.  | Raymond Hecht          | 84,00 m   |
| 5.  | Dariusz Trafas         | 83,98 m   |
| 6.  | Emeterio González      | 82,64 m   |
| 7.  | Nick Nieland           | 82,12 m   |
| 8.  | Andrus Värnik          | 81,34 m   |
| 9.  | Andrew Martin          | 81,31 m   |
| 10. | Gregor Högler          | 80,89 m   |
| 11. | Voldemārs Lūsis        | 80,08 m   |
| 12. | Harri Haatainen        | 79,93 m   |
| 13. | Terry McHugh           | 79,90 m   |
| 14. | Adrian Hatcher         | 79,23 m   |
| 15. | Jagdish Bishnoi        | 70,86 m   |
| 16. | Song Dong-Hyun         | 70,48 m   |
| 17. | Ali Saleh Al-Jadani    | 68,70 m   |
| –   | Harri Hakkarainen      | DNS       |

#### Grupa B
| Lp. | GRUPA B              | Odległość |
| --- | -------------------- | --------- |
| 1.  | Jan Železný          | 89,39 m   |
| 2.  | Boris Henry          | 84,58 m   |
| 3.  | Steve Backley        | 83,74 m   |
| 4.  | Aki Parviainen       | 83,73 m   |
| 5.  | Breaux Greer         | 82,63 m   |
| 6.  | Mick Hill            | 82,24 m   |
| 7.  | Władimir Owczinnikow | 82,10 m   |
| 8.  | Andrew Currey        | 78,12 m   |
| 9.  | Patrik Bodén         | 78,06 m   |
| 10. | Władimir Sasimowicz  | 78,04 m   |
| 11. | Sergey Voynov        | 75,89 m   |
| 12. | Ēriks Rags           | 75,75 m   |
| 13. | Marián Bokor         | 75,49 m   |
| 14. | Isbel Luaces         | 75,17 m   |
| 15. | Arūnas Jurkšas       | 73,05 m   |
| 16. | Maher Ridane         | 70,35 m   |
| 17. | Nery Kennedy         | 70,26 m   |
| 18. | Dmitriy Shnayder     | 66,40 m   |

## Finał
Finałowe zawody rzutu oszczepem odbyły się w sobotę 23 września. Do finału awansowało 12 zawodników. Po 3 kolejkach rzutów pozostała czołowa ósemka, która walczyła o tytuł mistrza olimpijskiego. Reprezentant Polski – Dariusz Trafas – zajął 10 miejsce z wynikiem 82,30.
| Lp. | Finał                  | Odległość |
| --- | ---------------------- | --------- |
|     | Jan Železný            | 90,17 m   |
|     | Steve Backley          | 89,85 m   |
|     | Siergiej Makarow       | 88,67 m   |
| 4.  | Raymond Hecht          | 87,76 m   |
| 5.  | Aki Parviainen         | 86,62 m   |
| 6.  | Konstandinos Gatsiudis | 86,53 m   |
| 7.  | Boris Henry            | 85,78 m   |
| 8.  | Emeterio González      | 83,33 m   |
| 9.  | Pål Arne Fagernes      | 83,04 m   |
| 10. | Dariusz Trafas         | 82,30 m   |
| 11. | Mick Hill              | 81,00 m   |
| 12. | Breaux Greer           | 79,91 m   |